# Робья
Робья (Шубинская Робья) — река в России, протекает в Марёвском районе и Старорусском районе Новгородской области. Выше места впадения Старовской Робьи называется Шубинская Робья.
Исток Шубинской Робьи находится в Марёвском районе в безлюдной местности между болотами Десятинный Мох и Демидовский Мох. Река течёт преимущественно на север. В 6 км от устья, по правому берегу реки впадает река Старовская Робья. Устье Робьи находится в 61 км по правому берегу реки Ловать. Длина реки составляет 71 км, площадь водосборного бассейна 696 км². Примерно в двух километрах от устья ширина реки — 18 метров, глубина — 1 метр.
На реке расположены населённые пункты Залучского сельского поселения: деревня Шубино, посёлок Шубино, Местцы, Рыто, Гарь, Хмели, Залучье, Шумилкино.
У устья стоит деревня Новоселье Коровитчинского сельского поселения, а примерно в полутора километрах расположена деревня Коровитчино.

## Данные водного реестра
По данным государственного водного реестра России относится к Балтийскому бассейновому округу, водохозяйственный участок реки — Ловать и Пола, речной подбассейн реки — Волхов. Относится к речному бассейну реки Нева (включая бассейны рек Онежского и Ладожского озера).
Код объекта в государственном водном реестре — 01040200312102000023841.

### Притоки (км от устья)
- 6 км: река Старовская Робья (Сорокопенская Робья)
- 19 км: ручей Сосна